# میانگین زمانی
میانگین زمانی (به انگلیسی: Temporal mean)، عبارت از میانگین حسابی یک مجموعه ای از مقادیر در یک دوره زمانی است. با فرض آنکه زمان اندازه‌گیری یا نمونه‌گیری یکسان باشد، می‌توان میانگین زمانی را به عنوان مجموع مقادیر در یک دوره تقسیم بر تعداد مقادیر محاسبه کرد. یک میانگین متحرک ساده را می‌توان به عنوان دنباله ای از میانگین‌های زمانی در طول بازه‌های زمانی یکسان در نظر گرفت (اگر متغیر زمان پیوسته باشد، مقدار متوسط در طول دوره برابر است با انتگرال بر روی طول دوره تقسیم بر طول مدت دوره)